# РМ-70
РМ-70 (raketomet vzor 1970) је вишецевни бацач ракета. РМ-70 је чехословачка тешка верзија совјетског БМ-21 Град система, од кога се разликује по напреднијим перформансама као и од осталих својих претходника, а јавности је представљен 1971. године.

## Преглед
РМ-70 је развијен у Чехословачкој као наследник старијег модела РМ-51, чиме је остварена иницијална оперативна способност у њеној војсци 1972. године. Лансер је био произвођен у фабрици Дубница над Вахом (Словачка). Првобитно је продаван Источној Немачкој. После пропасти Совјетског Савеза и распада Чехословачке на Чешку Републику и Словачку републику, продаван је неким државама у Африци, Америци, Азији и Европи.
РМ-70 је заменио Урал 375Д 6х6 камион, камионом Татра Т813 “Колос” 8х8 као носачем платформе на којој се налази лансер са 40 цеви. Ново транспортно возило садржи довољно простора за смештај и танспот пакета пуњења од 40 ракета пречника 122 mm. Међутим, РМ-70 је по својим перформансам је веома близак Граду чак и у погледу брзине возила и домета возила. Ракетни лансер може гађати појединачно или плотуном, и то најчешће невођеним ракетама, без ослањања на радарске системе и др. помагала за навођење пројектила. Пројектован је како би својом ватром могао да покрије велике површине( око 3 хектара са једним плотуном) савојим високо-експлозивним пуњењем. Током једног плотуна, са својих 40 ракета може да избаци робустан терет од скоро 256 kg експлозива. Користи оригиналне Совјетске ракете 9M22 и 9M28, или ракете домаће производње. То су ЈРОФ са дометом од 20,75 km, ЈРОФ-К са дометом од 11 km, "Трновник" који садржи 63 високо-експкоспозивне против-тенковске бомбице и има домет од 17,5 km, "Куш" са пет ППМИ-С1 против-пешадијских мина или "Кризхна-Р" са 4 против-тенковске мине ПТМИ-Д и дометом од 19,450 m. Систем је компатибилан са свим ракетама произведеним за БМ-21 Град. Пуњење ракетама врши се помоћу посевног возила и траје 2 минута, а може се вршити и ручно.
Возило има оклопљену кабину. Она штити посаду од оружја малог калибра и гелера артиљеријских пројектила. Поседује секундарно наоружање у виду митраљеза калибра 7,62 mm, који је монтиран на крову кабине.
Возило је опремљено централизованим системом за регулисање притиска у гумама (како би се прилагодило његово путовање по земљаном терену), фаровима који се налазе на предњем делу крова кабине, и ако је неопходно, грталицом ССП 1000 за чишћење снега испред себе или раоника БЗ-Т за утврђивање свог положаја и уклањање препрека.

## Борбена употреба
До сада је коришћен у два војна сукоба а то су: рат у Јужној Осетији и грађански рат у Шри Ланци.

## Варијанте

### Чешка и Словачка Република
- РМ-70 – Основни модел, као што је већ описано.[1]
- РМ-70/85 - Неоклопљена верзија бацача РМ-70, заснована је на Татра T815 ВПР9 8x8.1Р камиону са 265 коњских снага и мотором Т3-930-51. Борбена тежина: 26.1 t. Понекад га називају РМ-70M.[2]
- РМ-70/85M – Модернизовано возило са контролом ватре и навигационом опремом, може да користи нови тип ракета домета 36 km. Словачка је наручила 50 унапређених система.[3]
- РМ-70 Модулар - Децембра 2000, словачко Министарство одбране и Делта Дифенс отпочели су словачко-немачку сарадњу у циљу модернизације РМ-70 Модулар система. РМ-70 Модулар омогућава овом артиљеријском систему да лансира 28 ракета калибра 122mm, или по 6 ракета калибра 227mm које користи амерички ракетни систем М270 МЛРС. На овај начин је у потпуности усклађен са НАТО стандардима. Кабина камиона је у потпуности оклопљена. Словачка је уговорила набавку 26 унапређених система а први су јој испоручени 20. маја 2005. РМ-70 Модулар је уврштен у понуду као напреднија замена за постојеће кориснике РМ-70.[4]
- Вз.92 "Крижан" ВМЗ (velkokapacitní mobilní zatarasovač) – Инжињеријско возило, засновано на Татра T815 36.265 са лако оклопљеном кабином. Возило долази са различитим конфигурацијама, стандардну верзију чини 40-цевни ракетни лансер (за "Куш" и "Кризхна-Р" ракете), као и могућност механичког полагања против-тенковских мина (ПТ Ми-У или ПТ Ми-Ба-III) као и два постављача противпешадијских мина (ПП Ми-С1).[5]

### Хрватска
- ЛРСВ-122 М-96 "Тајфун" (samovozni višecijevni lanser raketa) – Је модификована верзија 4 еда од по 8 лансирних цеви на неоклопљеном камиону Татра T813 . Као и М-77 Огањ и кинески Тип 90A, лансер и муниција су покривени флексибилном покривком ради заштите и боље камуфлаже током пута. Борбена тежина: 23.5 t. Израђен је само у малом броју примерака.

## Корисници

### Тренутни корисници
- Ангола- 58
- Мјанмар-
- Камбоџа
- Демократска Република Конго
- Еквадор- 6 РМ-70
- Финска- 36 РМ-70/85 (локална ознака 122 РакХ 89)
- Грузија- 48 РМ-70
- Грчка- 116 РМ-70 (бивша Источна-Немачка)
- Гана
- Индонезија
- Либија- 36 (јој је продала Чехословачка између 1975-1976)
- Нигерија– Непозната количина, 2 потврђене доставе
- Пољска- 30 РМ-70/85
- Руанда- 5
- Словачка- 87 РМ-70/85
- Шри Ланка- 30+ РМ-70 и РМ-70M
- Уганда
- Уругвај- 4 РМ-70
- Јемен
- Зимбабве- 52 РМ-70/85

### Бивши корисници
- Бугарска- 12 увезено 2009[6](није било нових поруџбина бугарске војске ).
- Чешка- 60 РМ-70 (расходовани и повучени до краја 2011 без замене новим).
- Чехословачка– Прешли су у власништво Чешке и Словачке после распада земље.
- Источна Немачка- 265 РМ-70 и РМ-70M; испоручено је Грчкој након распада ДДР-а.
- Немачка– наслеђено од ДДР-а, касније поклоњени Грчкој .